# 奇吉納加克火山
57°08′01″N 156°59′29″W / 57.13361°N 156.99139°W

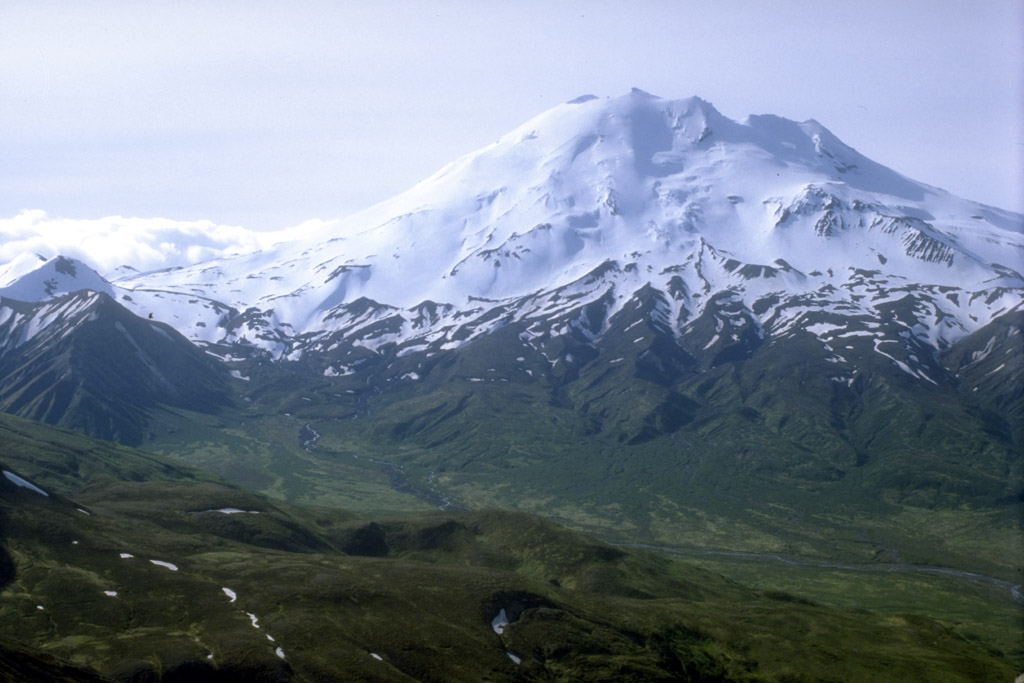

奇吉納加克火山是美國的火山，位於阿拉斯加半島，由阿拉斯加州負責管轄，海拔高度2,221米，最近一次火山噴發在1998年8月13日發生。

## 外部連結

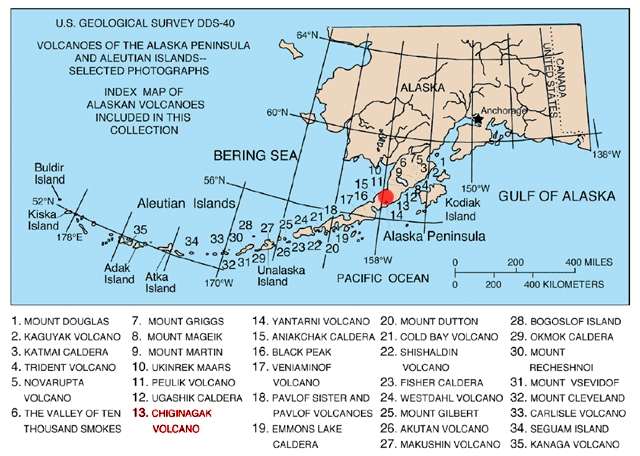

- Alaska Volcano Observatory: Chiginagak（页面存档备份，存于）
- USGS DDS-40: Volcanoes of the Alaska Peninsula and Aleutian Islands-Selected Photographs（页面存档备份，存于）